# Concile de Valence (374)
Pour les articles homonymes, voir Concile de Valence.
Le concile de Valence, référencé CPL 1776c, est une assemblée qui s'est tenue dans la ville de Valence, dans l'actuel département de la Drôme, en France, en 374. Le concile aborde des motifs disciplinaires afin de rétablir et maintenir le bon ordre dans l'église.

## Description
Ce concile de Valence (Drôme), dit le 1er concile de Valence, se tient le 12 juillet 374 dans l’église de Saint-Jean-Baptiste. 
Il est présidé par Phébade, évêque d’Agen, en tant que plus ancien évêque de l’assemblée, et les participants au nombre de 22 sont accueillis par l’évêque de la ville, Émilien de Valence. Parmi les présents, on connait les évêques de Mende, Clermont, Viviers ou leurs représentants, Justus (ou Just) le treizième évêque de Lyon et Concordius d’Arles qui  défend au cours de ce concile, Acceptus, élu par le peuple et le clergé évêque de Fréjus.
Ce concile statue sur la pénitence et l’admission aux ordres. Par son canon n°1, il interdit d'ordonner clercs les digames, veufs remariés, ou les époux d'une femme qui a déjà été mariée.

## Signataires du concile
Louis Duchesne dans son ouvrage Fastes épiscopaux de l'ancienne Gaule, précise les participants à ce concile. Il cite Florent/Florentius (Vienne), Émilien/Aemilianus (Valence), Eumélius/Eumerius (Nantes ?), Artemius, Evodius, Antherius, Rhodanius, Chretus, Noeterius, Urbanus, Palus, Simplicius, Just/Iustus (Lyon ?), Euverte/Eortius (Orléans ?), Britto (Trèves ?), Concordius (Arles), Urbanus, Nicetius, Vincentius. Les suscriptions des deux lettres émanées du concile donnent de plus : Phébade/Foegadius (Agen), Constantius, Felix, soit au total 22 évêques. Il faut toutefois noter la présence de deux Urbanus.